# Pan de Cádiz

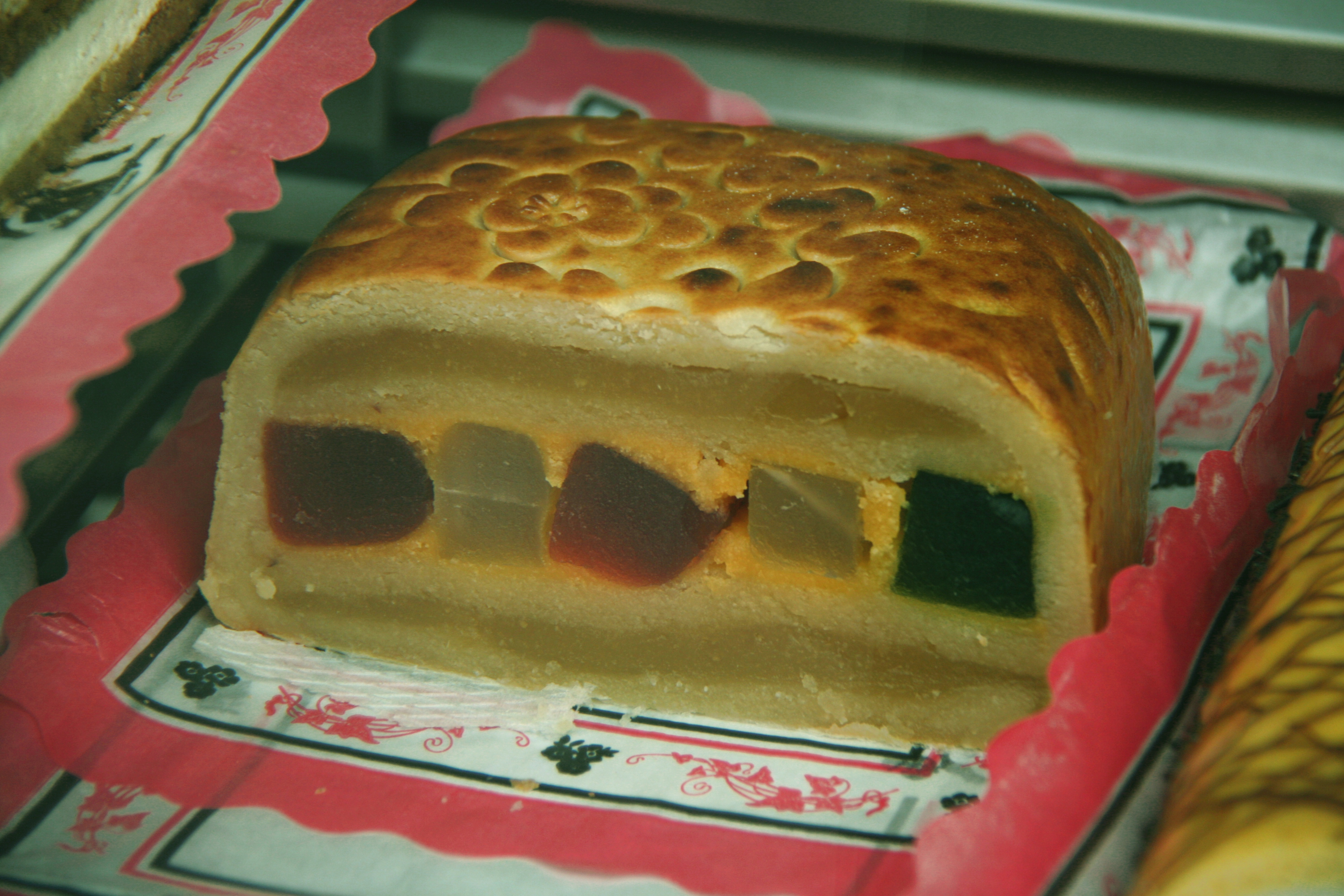
Pan de Cádiz.

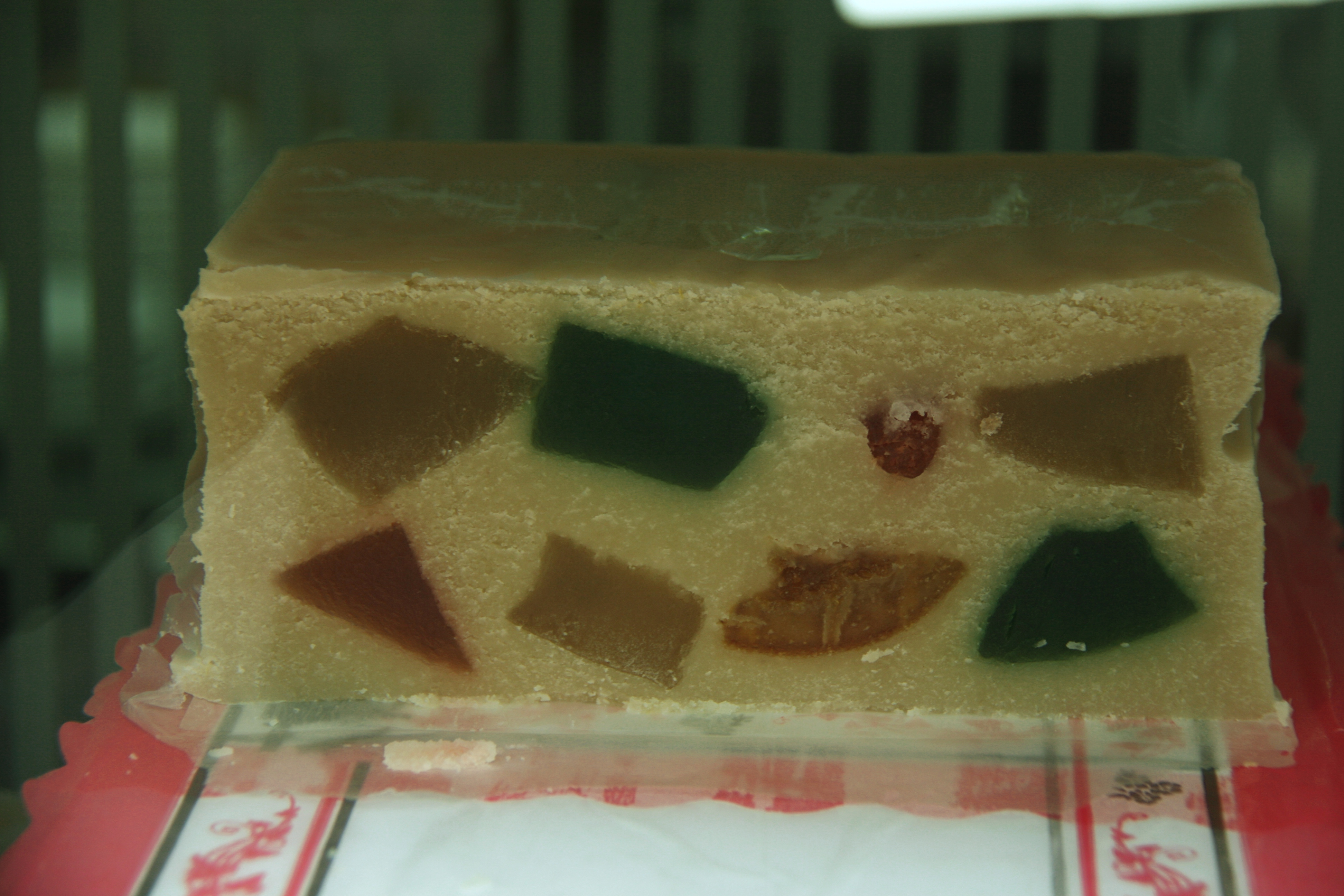
El denominado turrón de frutas es igualmente una variante del pan de Cádiz.

El pan de Cádiz es un dulce típico de Cádiz consistente en una masa de mazapán rellena de confitura. Suele ser típica la elaboración con yema de huevo y batata confitada, que posteriormente se hornea. Esta operación de horneado es la que le proporciona el nombre de pan. En Cádiz es conocido también como turrón de Cádiz y es muy popular en las mesas navideñas.

## Origen
Su origen parece estar en una pastelería gaditana en la década de 1950.

## Variantes
En las mesas navideñas españolas es frecuente que aparezcan trozos de un turrón blando a base de mazapán con frutas escarchadas en su interior. Este turrón, denominado turrón de frutas, es una variante del gaditano.